# Badminton-Ozeanienmeisterschaft 2002
Die Badminton-Ozeanienmeisterschaft 2002 fand vom 7. bis zum 12. Mai 2002 im National Gymnasium in Suva (Fidschi) statt. Es war die 3. Austragung dieser Kontinentalkämpfe im Badminton in Ozeanien.

## Medaillengewinner
| Disziplin    | Gold                                  | Silber                          | Bronze                               |
| ------------ | ------------------------------------- | ------------------------------- | ------------------------------------ |
| Herreneinzel | Geoffrey Bellingham                   | Nick Hall                       | Nathan Malpass                       |
| Herreneinzel | Geoffrey Bellingham                   | Nick Hall                       | Stuart Brehaut                       |
| Dameneinzel  | Lenny Permana                         | Nicole Gordon                   | Kellie Lucas                         |
| Dameneinzel  | Lenny Permana                         | Nicole Gordon                   | Rayoni Head                          |
| Herrendoppel | Peter Blackburn Murray Hocking        | Ashley Brehaut Travis Denney    | John Gordon Daniel Shirley           |
| Herrendoppel | Peter Blackburn Murray Hocking        | Ashley Brehaut Travis Denney    | Boyd Cooper Nathan Malpass           |
| Damendoppel  | Tammy Jenkins Rhona Robertson         | Rhonda Cator Kate Wilson-Smith  | Kellie Lucas Jane Crabtree           |
| Damendoppel  | Tammy Jenkins Rhona Robertson         | Rhonda Cator Kate Wilson-Smith  | Nicole Gordon Sara Runesten-Petersen |
| Mixed        | Daniel Shirley Sara Runesten-Petersen | Travis Denney Kate Wilson-Smith | John Moody Lianne Shirley            |
| Mixed        | Daniel Shirley Sara Runesten-Petersen | Travis Denney Kate Wilson-Smith | Craig Cooper Tammy Jenkins           |
| Mannschaft   | Australien                            | Neuseeland                      | Fidschi                              |

## Herreneinzel
- Fabien Kaddour –  Kamal Khatri: 7-3 / 7-4 / 7-3
- Damien Ah Sam - Tupu Maualaivao: 7-2 / 7-3 / 7-4
- Andrew Haliday –  Andy Wong: 7-0 / 7-0 / 7-1
- Nick Marks –  Filivai Molia: 7-2 / 7-6 / 7-0
- Tony Gao –  Sebastien Arias: 7-8 / 7-4 / 7-3
- John Moody –  Alex Rokoua: 7-0 / 7-1 / 7-1
- Thommy Sargito –  Ahmed Ali: 7-3 / 7-2 / 7-2
- Florian Paladini –  Richard Yuen: 7-1 / 7-1 / 7-0
- Alain Pose –  Leon Jang: 7-0 / 5-7 / 7-0
- Florent Mathey –  Pavan Prasad: w.o.
- Geoffrey Bellingham –  Fabien Kaddour: 4-7 / 7-0 / 7-0
- Damien Ah Sam –  Nilesh Lajendra: 7-1 / 7-1 / 7-1
- Stuart Brehaut –  Andrew Haliday: 3-7 / 8-6 / 7-3
- Florent Mathey –  Nick Marks: 8-7 / 7-4 / 4-7
- John Moody –  Tony Gao: 7-1 / 7-2 / 7-3
- Nathan Malpass –  Thommy Sargito: 7-0 / 7-4 / 7-1
- Burty Molia –  Florian Paladini: 7-1 / 5-7 / 1-7
- Nick Hall - Alain Pose: 7-1 / 7-1 / 7-2
- Geoffrey Bellingham –  Damien Ah Sam: 7-1 / 7-1 / 7-0
- Stuart Brehaut –  Florent Mathey: 7-0 / 7-3 / 7-1
- Nathan Malpass –  John Moody: 7-5 / 7-3 / 7-4
- Nick Hall –  Burty Molia: 7-1 / 7-0 / 7-1
- Geoffrey Bellingham –  Stuart Brehaut: 7-2 / 4-7 / 3-7
- Nick Hall –  Nathan Malpass: 7-2 / 7-4 / 7-1
- Geoffrey Bellingham –  Nick Hall: 7-1 / 6-8 / 7-2

## Dameneinzel
- Rachel Hindley –  Melissa Dean: 7-1 / 7-0 / 7-0
- Nicole Gordon –  Karyn Whiteside: 7-0 / 7-3 / 7-4
- Lianne Shirley –  Josifini Tuivaga: 7-1 / 7-0 / 7-0
- Cecile Sarengat - Ruby Slade: w.o.
- Rhona Robertson –  Alissa Dean: 7-0 / 7-0 / 7-0
- Kellie Lucas –  Cecile Sarengat: 7-2 / 7-1 / 7-0
- Lenny Permana –  Felicitas Mat Cheer Kit: 7-2 / 7-1 / 7-0
- Rachel Hindley –  Johanna Kou: 7-0 / 7-2 / 7-2
- Nicole Gordon - Alofou Fiti: 7-0 / 7-0 / 7-0
- Jane Crabtree –  May Hnin Phyu: 7-0 / 7-0 / 7-0
- Lianne Shirley –  Valerie Sarengat: 7-2 / 7-3 / 7-2
- Rayoni Head –  Bronwyne Ah Sam: 7-0 / 7-1 / 7-1
- Kellie Lucas –  Rhona Robertson: 4-7 / 7-1 / 8-6
- Lenny Permana –  Rachel Hindley: 7-3 / 7-0 / 7-2
- Nicole Gordon –  Jane Crabtree: 7-3 / 7-1 / 1-7
- Rayoni Head –  Lianne Shirley: 7-1 / 7-1 / 7-2
- Lenny Permana –  Kellie Lucas: 7-1 / 7-1 / 7-4
- Nicole Gordon –  Rayoni Head: 7-4 / 4-7 / 7-3
- Lenny Permana –  Nicole Gordon: 7-2 / 7-1 / 8-6

## Herrendoppel
- Geoffrey Bellingham /  Andrew Haliday –  Tony Gao /  Andy Wong: 7-4 / 7-1 / 7-5
- John Gordon /  Daniel Shirley –  Kamal Khatri /  Nilesh Lajendra: 7-1 / 7-0 / 7-2
- Ahmed Ali /  Filivai Molia –  Sebastien Arias /  Nick Marks: 7-5 / 2-7 / 7-5
- Peter Blackburn /  Murray Hocking –  Leon Jang /  Alex Rokoua: 7-1 / 7-0 / 7-0
- Fabien Kaddour /  Florent Mathey –  Bill Kumar /  Eric Yuen: 0-7 / 7-3 / 7-5
- Geoffrey Bellingham /  Andrew Haliday –  Florian Paladini /  Thommy Sargito: 7-5 / 7-3 / 5-7
- Chris Blair /  Craig Cooper –  Damien Ah Sam /  Burty Molia: 7-1 / 7-8 / 7-2
- Ashley Brehaut /  Travis Denney - Tupu Maualaivao / Alain Pose: 7-0 / 7-0 / 7-1
- Boyd Cooper /  Nathan Malpass –  Pavan Prasad /  Richard Yuen: w.o.
- John Gordon /  Daniel Shirley –  Ahmed Ali /  Filivai Molia: 7-0 / 7-1 / 7-1
- Peter Blackburn /  Murray Hocking –  Fabien Kaddour /  Florent Mathey: 7-0 / 7-3 / 7-3
- Boyd Cooper /  Nathan Malpass –  Geoffrey Bellingham /  Andrew Haliday: 3-7 / 8-7 / 8-6
- Ashley Brehaut /  Travis Denney –  Chris Blair /  Craig Cooper: 8-7 / 7-2 / 4-7
- Peter Blackburn /  Murray Hocking –  John Gordon /  Daniel Shirley: 4-7 / 7-5 / 8-6
- Ashley Brehaut /  Travis Denney –  Boyd Cooper /  Nathan Malpass: 7-1 / 6-8 / 7-1
- Peter Blackburn /  Murray Hocking –  Ashley Brehaut /  Travis Denney: 7-4 / 7-8 / 7-5

## Damendoppel
- Johanna Kou /  Cecile Sarengat –  May Hnin Phyu /  Elena Whiteside: 7-1 / 7-1 / 7-4
- Jane Crabtree /  Kellie Lucas –  Felicitas Mat Cheer Kit /  Karyn Whiteside: 7-3 / 7-1 / 7-5
- Rayoni Head /  Tania Luiz –  Alissa Dean /  Josifini Tuivaga: 7-1 / 7-0 / 7-2
- Tammy Jenkins /  Rhona Robertson –  Johanna Kou /  Cecile Sarengat: 7-0 / 7-1 / 7-0
- Jane Crabtree /  Kellie Lucas –  Renee Flavell /  Rachel Hindley: 7-3 / 4-7 / 7-8
- Nicole Gordon /  Sara Runesten-Petersen –  Rayoni Head /  Tania Luiz: 7-0 / 3-7 / 7-3
- Rhonda Cator /  Kate Wilson-Smith –  Bronwyne Ah Sam /  Melissa Dean: 7-0 / 7-0 / 7-0
- Tammy Jenkins /  Rhona Robertson –  Jane Crabtree /  Kellie Lucas: 7-1 / 7-2 / 7-3
- Rhonda Cator /  Kate Wilson-Smith –  Nicole Gordon /  Sara Runesten-Petersen: 7-8 / 7-3 / 7-3
- Tammy Jenkins /  Rhona Robertson –  Rhonda Cator /  Kate Wilson-Smith: 7-3 / 7-2 / 2-7

## Mixed
- Craig Cooper /  Tammy Jenkins –  Tony Gao /  Bronwyne Ah Sam: 7-2 / 7-0 / 7-0
- Fabien Kaddour /  Johanna Kou –  Eric Yuen /  Felicitas Mat Cheer Kit: 7-1 / 3-7 / 7-4
- Boyd Cooper /  Kellie Lucas - Alain Pose / Ruby Slade: w.o.
- Chris Blair /  Rachel Hindley –  Bill Kumar /  Melissa Dean: w.o.
- Tupu Maualaivao / Alofou Fiti –  Andy Wong /  May Hnin Phyu: w.o.
- Florent Mathey /  Cecile Sarengat –  Ahmed Ali /  Alissa Dean: w.o.
- Daniel Shirley /  Sara Runesten-Petersen –  Burty Molia /  Karyn Whiteside: 7-0 / 7-0 / 7-1
- Boyd Cooper /  Kellie Lucas –  Kamal Khatri /  Elena Whiteside: 7-2 / 7-0 / 7-1
- Murray Hocking /  Rhonda Cator –  Chris Blair /  Rachel Hindley: 7-4 / 7-5 / 7-2
- Craig Cooper /  Tammy Jenkins –  Thommy Sargito /  Valerie Sarengat: 7-2 / 7-3 / 7-0
- Stuart Brehaut /  Tania Luiz - Tupu Maualaivao / Alofou Fiti: 7-1 / 7-2 / 7-0
- John Moody /  Lianne Shirley –  Fabien Kaddour /  Johanna Kou: 8-6 / 7-4 / 7-2
- Nick Hall /  Renee Flavell –  Florent Mathey /  Cecile Sarengat: 7-2 / 7-1 / 7-1
- Travis Denney /  Kate Wilson-Smith –  Filivai Molia /  Josifini Tuivaga: 7-0 / 7-0 / 7-3
- Daniel Shirley /  Sara Runesten-Petersen –  Boyd Cooper /  Kellie Lucas: 7-3 / 7-2 / 7-1
- Craig Cooper /  Tammy Jenkins –  Murray Hocking /  Rhonda Cator: 7-4 / 4-7 / 8-6
- John Moody /  Lianne Shirley –  Stuart Brehaut /  Tania Luiz: 1-7 / 7-0 / 6-8
- Travis Denney /  Kate Wilson-Smith –  Nick Hall /  Renee Flavell: 7-4 / 7-5 / 8-6
- Daniel Shirley /  Sara Runesten-Petersen –  Craig Cooper /  Tammy Jenkins: 7-3 / 7-2 / 5-7
- Travis Denney /  Kate Wilson-Smith –  John Moody /  Lianne Shirley: 7-3 / 7-0 / 7-3
- Daniel Shirley /  Sara Runesten-Petersen –  Travis Denney /  Kate Wilson-Smith: 7-0 / 3-7 / 7-4